# Seyssel (Haute-Savoie)
Ne doit pas être confondu avec Seyssuel.
Pour les articles homonymes, voir Seyssel.
Seyssel est une commune française située dans le département de la Haute-Savoie, en région Auvergne-Rhône-Alpes. Elle est située sur la rive gauche du Rhône mais ce n'est que la moitié, côté est, de Seyssel, qui s'étend également sur la rive droite, cette partie étant généralement désignée comme Seyssel (Ain), le fleuve marquant la séparation des deux départements.
La ville a donné son nom à des vins AOC : vin et roussette de Savoie, seyssel et seyssel mousseux.

## Géographie

### Situation et description
Le territoire de Seyssel-Savoie occupe le point le plus bas du département de la Haute-Savoie : ce point est le confluent du Fier et du Rhône, dont l'altitude n'est que de 250 mètres.

### Voies de communication et transports
Le village est desservi par les TER Auvergne-Rhône-Alpes via la gare de Seyssel-Corbonod.

## Urbanisme

### Typologie
Au 1er janvier 2024, Seyssel est catégorisée bourg rural, selon la nouvelle grille communale de densité à sept niveaux définie par l'Insee en 2022.
Elle appartient à l'unité urbaine de Seyssel, une agglomération inter-départementale regroupant trois  communes, dont elle est ville-centre,,. La commune est en outre hors attraction des villes,.

### Occupation des sols
L'occupation des sols de la commune, telle qu'elle ressort de la base de données européenne d’occupation biophysique des sols Corine Land Cover (CLC), est marquée par l'importance des territoires agricoles (45,5 % en 2018), en diminution par rapport à 1990 (46,7 %). La répartition détaillée en 2018 est la suivante : 
forêts (42,5 %), zones agricoles hétérogènes (24,7 %), terres arables (18,5 %), eaux continentales (5,4 %), zones urbanisées (4,3 %), prairies (2,3 %), zones industrielles ou commerciales et réseaux de communication (1,5 %), milieux à végétation arbustive et/ou herbacée (0,8 %).
L'IGN met par ailleurs à disposition un outil en ligne permettant de comparer l’évolution dans le temps de l’occupation des sols de la commune (ou de territoires à des échelles différentes). Plusieurs époques sont accessibles sous forme de cartes ou photos aériennes : la carte de Cassini (XVIIIe siècle), la carte d'état-major (1820-1866) et la période actuelle (1950 à aujourd'hui).

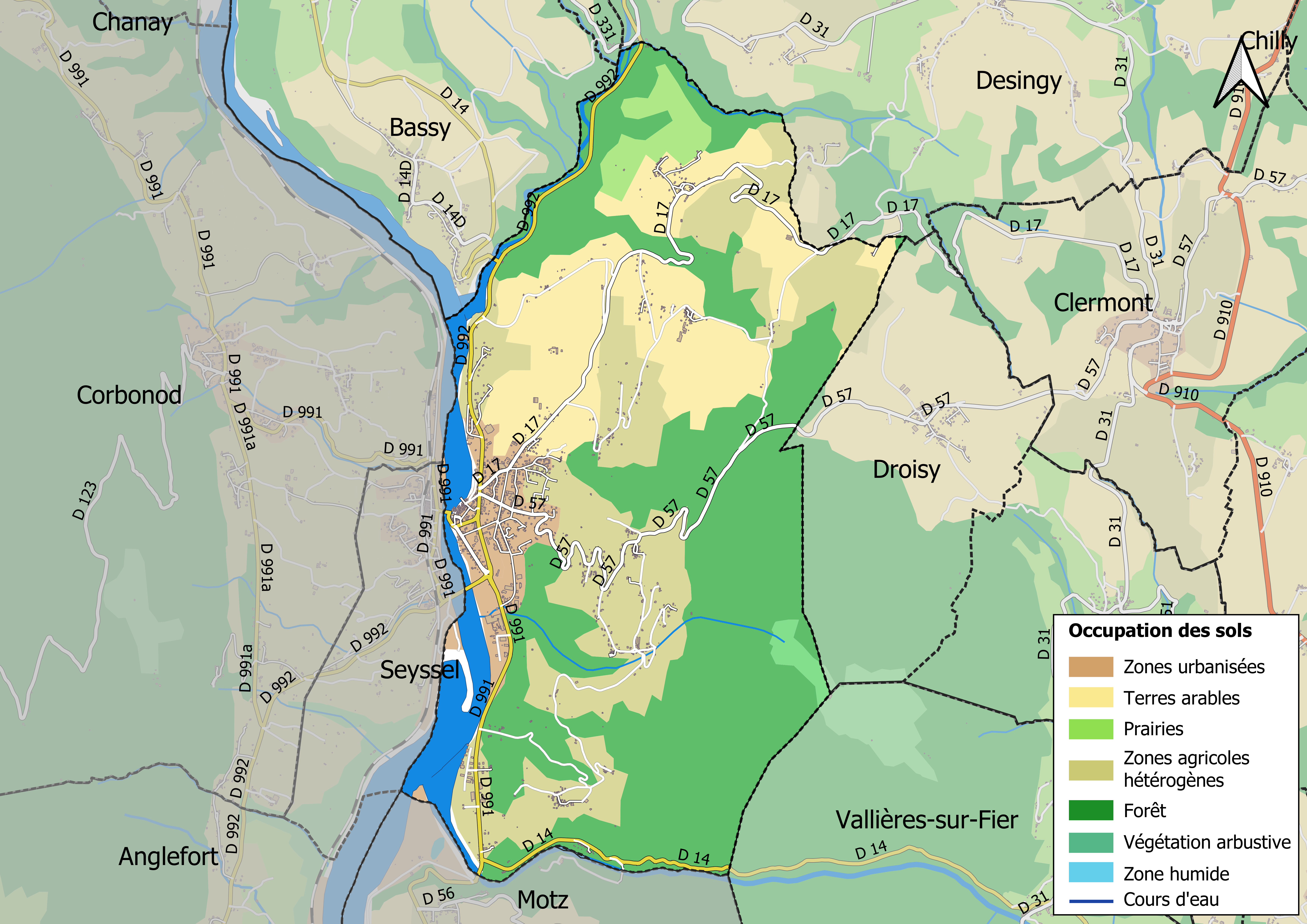
Carte des infrastructures et de l'occupation des sols en 2018 (CLC) de la commune.
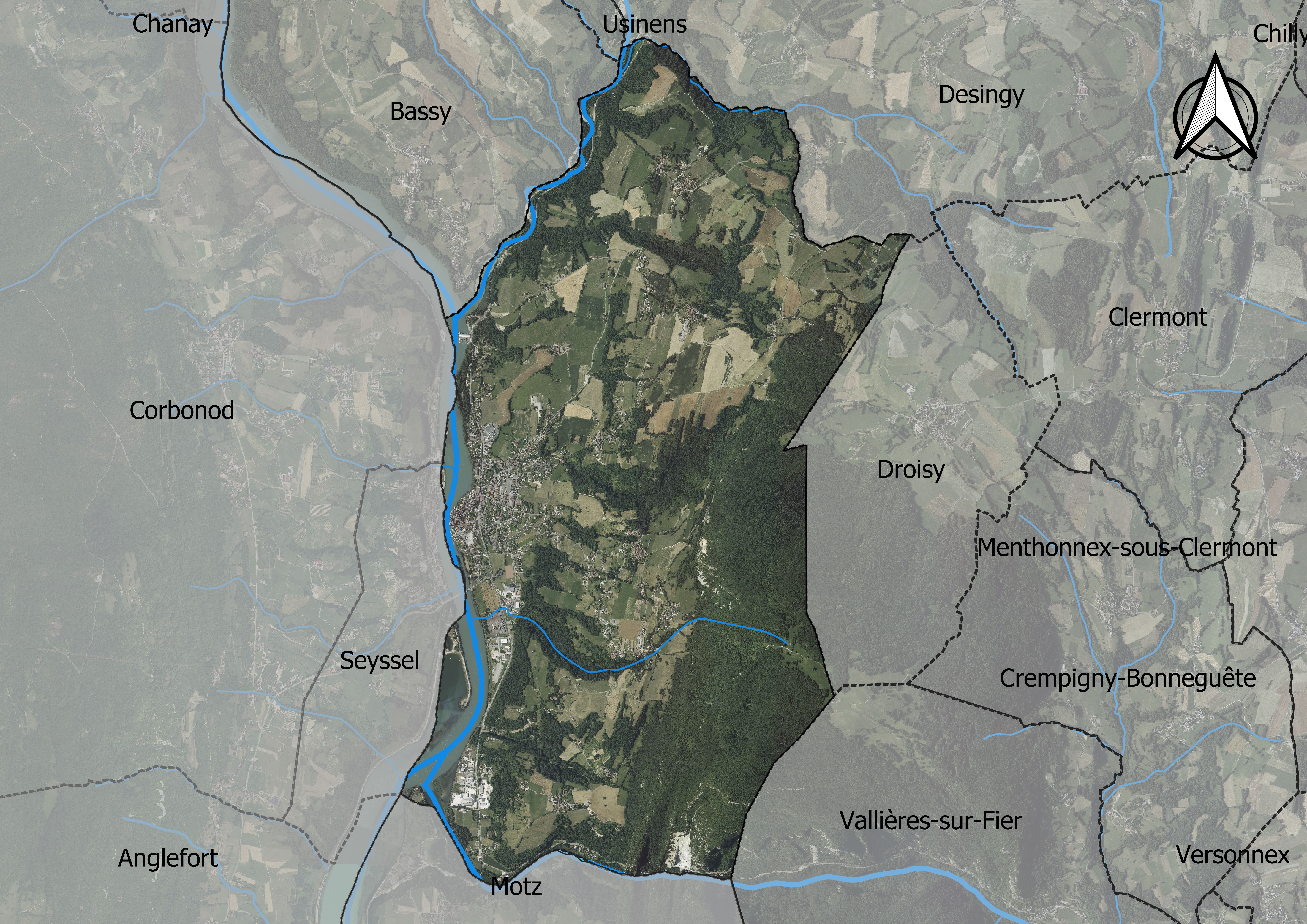
Carte orthophotogrammétrique de la commune.

## Toponymie
En francoprovençal ou arpitan savoyard, le nom de la commune s'écrit Sèssél et se prononce « Sêssé » (retranscrit selon la graphie semi-phonétique de Conflans).

## Héraldique
| Armes de Seyssel | Les armes de Seyssel se blasonnent ainsi : D'azur à un cerf rampant et contourné de sable, à la lettre S capitale d'or brochant sur le tout. |

## Politique et administration
| Période                                  | Période                  | Identité          | Étiquette   | Qualité |
| ---------------------------------------- | ------------------------ | ----------------- | ----------- | --- |
| 1919                                     | mai 1935                 | Jules Coissard    | Rad.        | Entrepreneur Conseiller général du canton de Seyssel (1925 → 1940)                                                                   |
| Les données manquantes sont à compléter. |                          |                   |             | |
| mars 1959                                | mars 1977                | Pierre Sappey     | DVD puis CD | Notaire Conseiller général du canton de Seyssel (1964 → 1976)                                                                        |
| Les données manquantes sont à compléter. |                          |                   |             | |
| mars 1989                                | mars 2008                | Christian Monteil | DVD         | Directeur de MFR Conseiller général du canton de Seyssel (1991 → 2015) Président du conseil général de la Haute-Savoie (2008 → 2015) |
| mars 2008                                | janvier 2010 (démission) | Dominique Sidrac  | DVG         | Retraité |
| janvier 2010                             | mai 2020                 | Gilles Pilloux    | DVD         | Pharmacien 4e vice-président de la CC Usses et Rhône (2017 → 2020)                                                                   |
| mai 2020                                 | En cours                 | Gérard Lambert    | SE-LR       | Viticulteur, ancien négociant en vins Conseiller départemental depuis 2021                                                           |
| Les données manquantes sont à compléter. |                          |                   |             | |

Depuis le 1er janvier 2017, Seyssel fait partie de la Communauté de communes Usses et Rhône. Auparavant, elle était membre de la Communauté de communes du pays de Seyssel.

## Démographie
Ses habitants sont appelés les Seysselans.

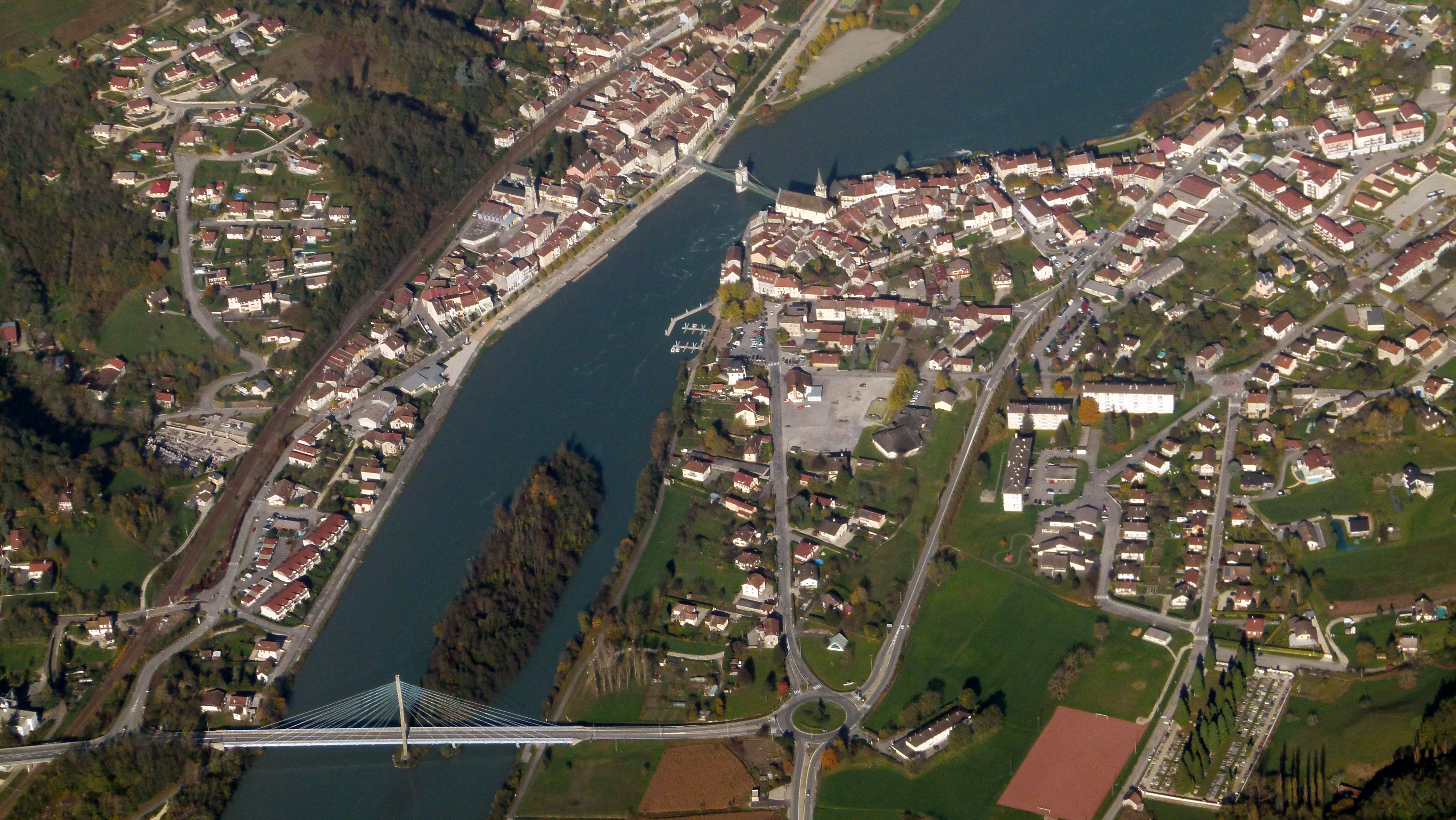
Vue aérienne de Seyssel.

L'évolution du nombre d'habitants est connue à travers les recensements de la population effectués dans la commune depuis 1822. Pour les communes de moins de 10 000 habitants, une enquête de recensement portant sur toute la population est réalisée tous les cinq ans, les populations de référence des années intermédiaires étant quant à elles estimées par interpolation ou extrapolation. Pour la commune, le premier recensement exhaustif entrant dans le cadre du nouveau dispositif a été réalisé en 2008.

En 2022, la commune comptait 2 327 habitants, en évolution de +0,52 % par rapport à 2016 (Haute-Savoie : +6,01 %, France hors Mayotte : +2,11 %).
| 1822  | 1838  | 1848  | 1858  | 1861  | 1866  | 1872  | 1876  | 1881  |
| ----- | ----- | ----- | ----- | ----- | ----- | ----- | ----- | ----- |
| 1 550 | 1 317 | 1 619 | 1 555 | 1 410 | 1 309 | 1 553 | 1 520 | 1 493 |

| 1886  | 1891  | 1896  | 1901  | 1906  | 1911  | 1921  | 1926  | 1931  |
| ----- | ----- | ----- | ----- | ----- | ----- | ----- | ----- | ----- |
| 1 517 | 1 528 | 1 510 | 1 444 | 1 521 | 1 533 | 1 411 | 1 393 | 1 346 |

| 1936  | 1946  | 1954  | 1962  | 1968  | 1975  | 1982  | 1990  | 1999  |
| ----- | ----- | ----- | ----- | ----- | ----- | ----- | ----- | ----- |
| 1 304 | 1 459 | 1 509 | 1 562 | 1 717 | 1 725 | 1 558 | 1 630 | 1 793 |

| 2006  | 2008  | 2013  | 2018  | 2022  | - | - | - | - |
| ----- | ----- | ----- | ----- | ----- | - | - | - | - |
| 2 040 | 2 099 | 2 276 | 2 336 | 2 327 | - | - | - | - |

## Culture et patrimoine

### Lieux et monuments
- Château de Vens

Le château de Vens est une ancienne maison forte, du XIVe, remanié au XVIIe siècle, qui se dresse sur la rive droite du Fier, sur une hauteur dominant de 100 m le confluent avec le Rhône au hameau de Vens, face à celui de Châteaufort, situé rive gauche. Il commandait avec ce dernier l'entrée du val de Fier. La maison forte fut au Moyen Âge le siège de la seigneurie de Vens.
- Église Saint-Blaise. L'église primitive daterait du VIe siècle et aurait été édifiée sur un temple. Elle possède une « Vierge du bon Départ » protectrice des mariniers.

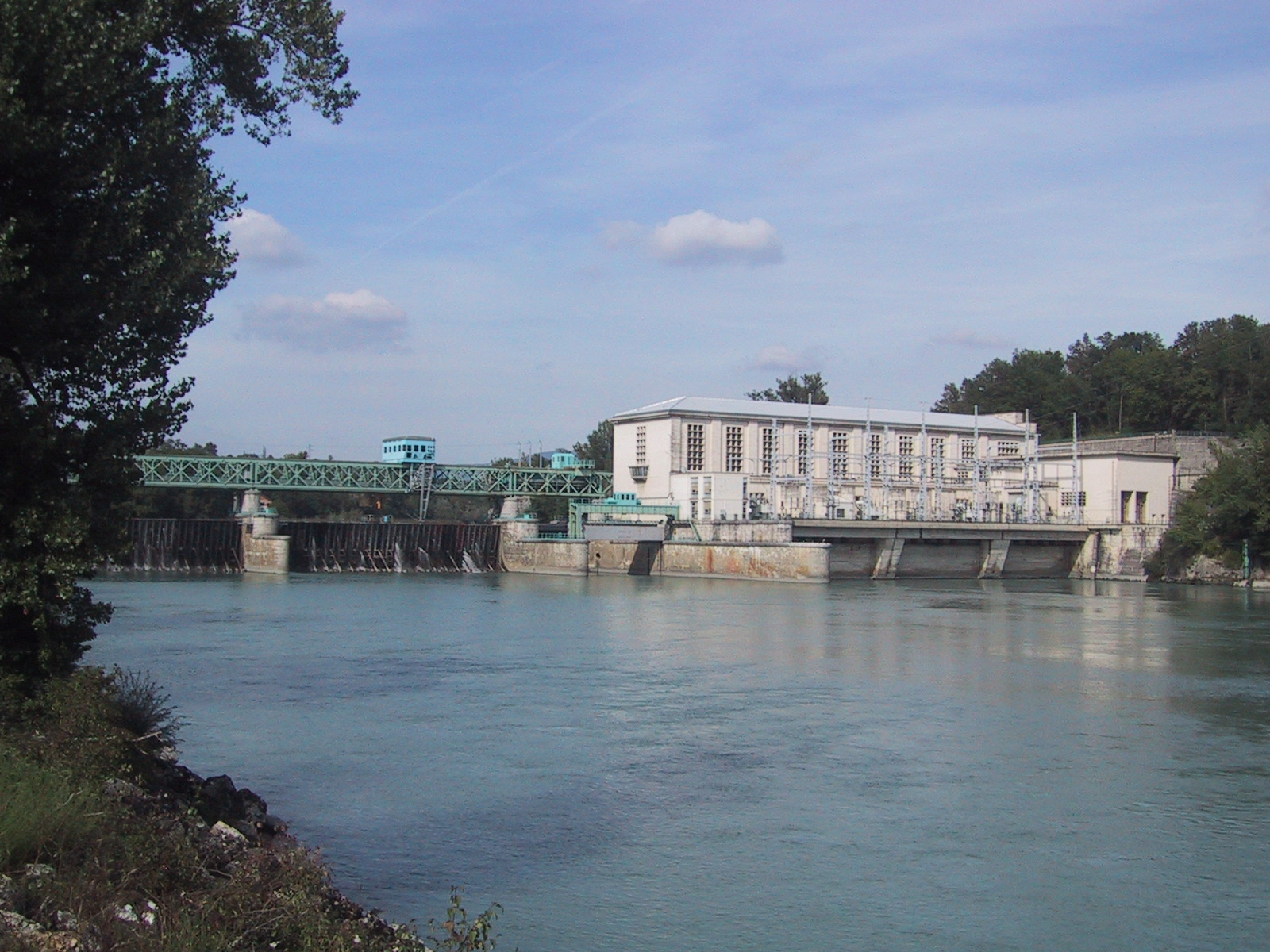
Barrage de Seyssel.

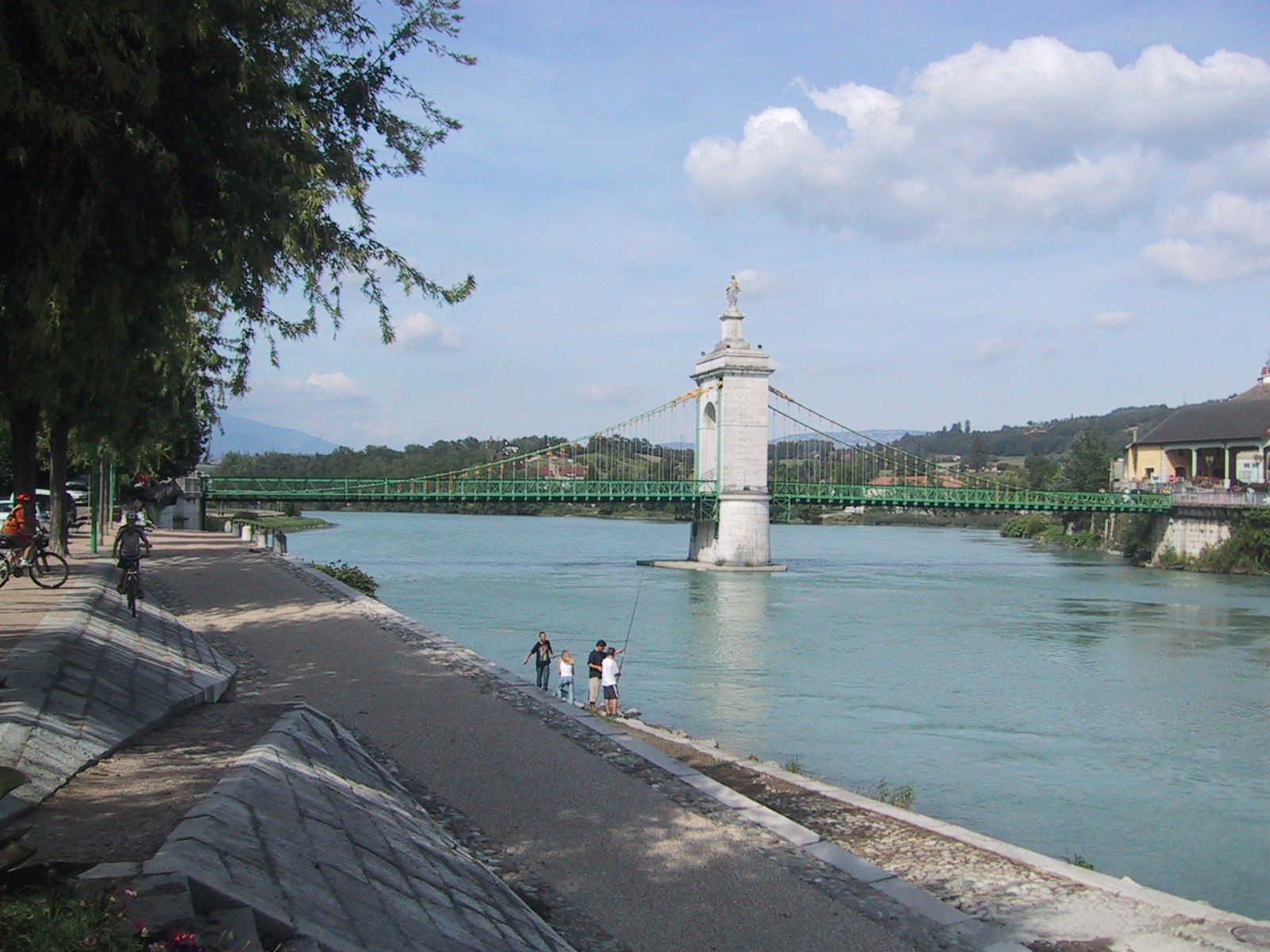
Vieux pont de Seyssel.

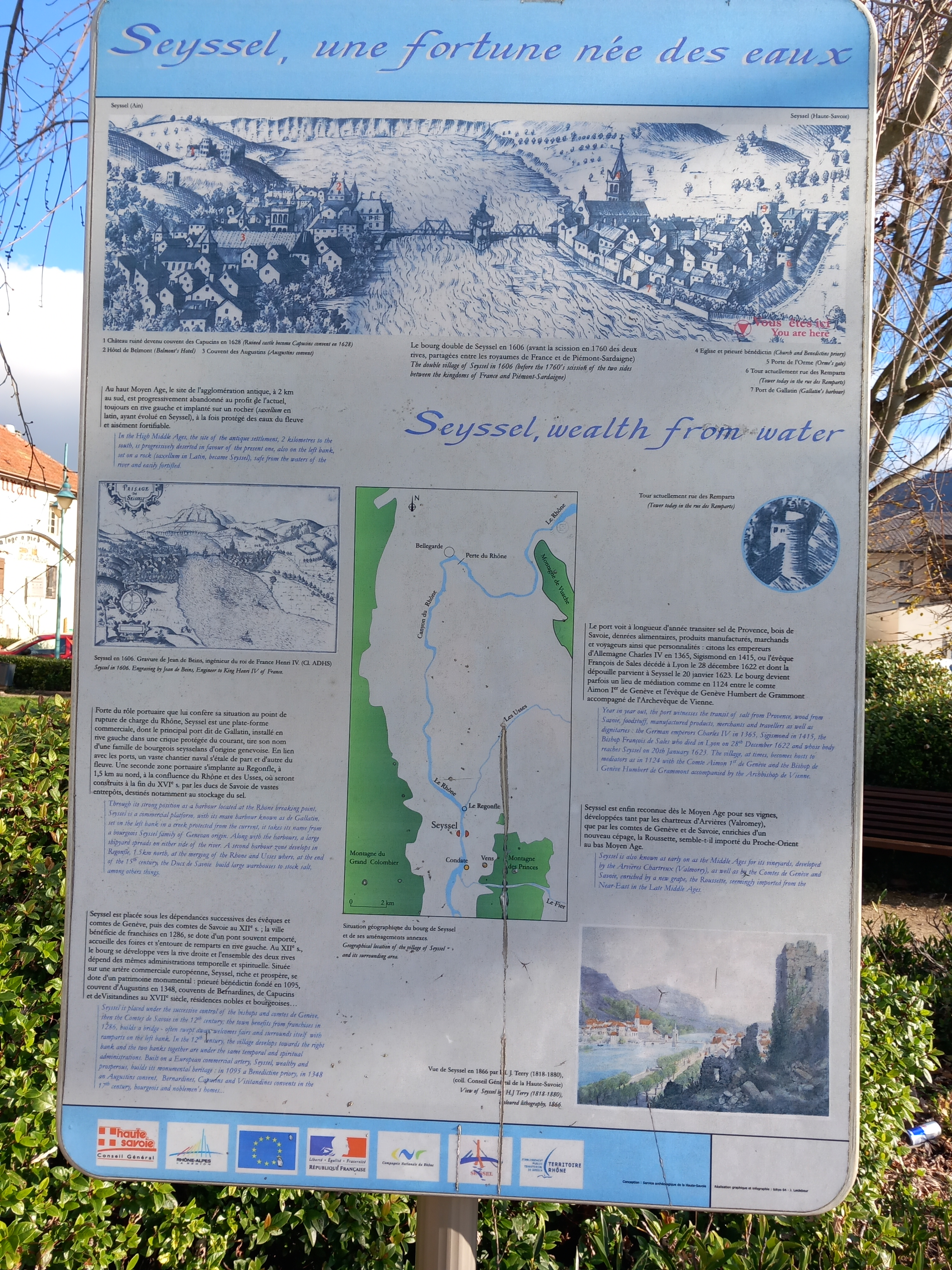
Panneau explicatif

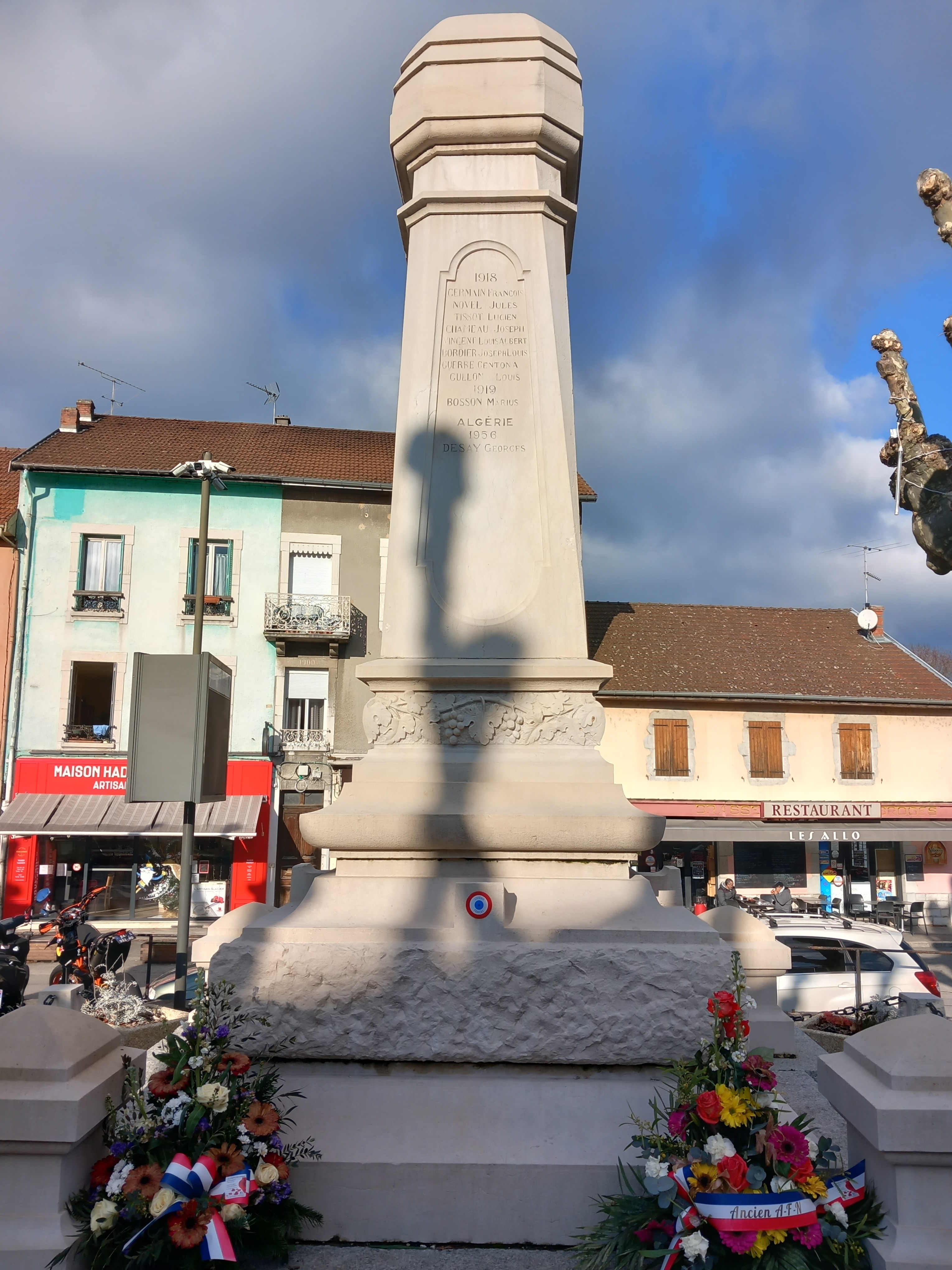
Monument aux morts

- Le barrage
Le barrage de Seyssel est une construction unique en son genre. Les turbines sont situées sous la partie gauche (ou est, car ici le Rhône coule du nord au sud). Son rôle principal est la régulation du débit du Rhône, en aval du barrage de Génissiat.
- Le vieux pont
Le vieux pont suspendu de Seyssel date de 1838. C'est l'un des plus anciens dans son genre. On observe en son sommet une statue de la Vierge, protectrice des bateliers. Seyssel correspond en effet, du temps où le Rhône était navigable, au point de navigabilité le plus élevé.
- Sa zone naturelle d'intérêt écologique, faunistique et floristique[17]
- La Maison du Haut-Rhône, sur le pont Gallatin, évoque l'histoire et le développement de la ville.

### Personnalités liées à la commune

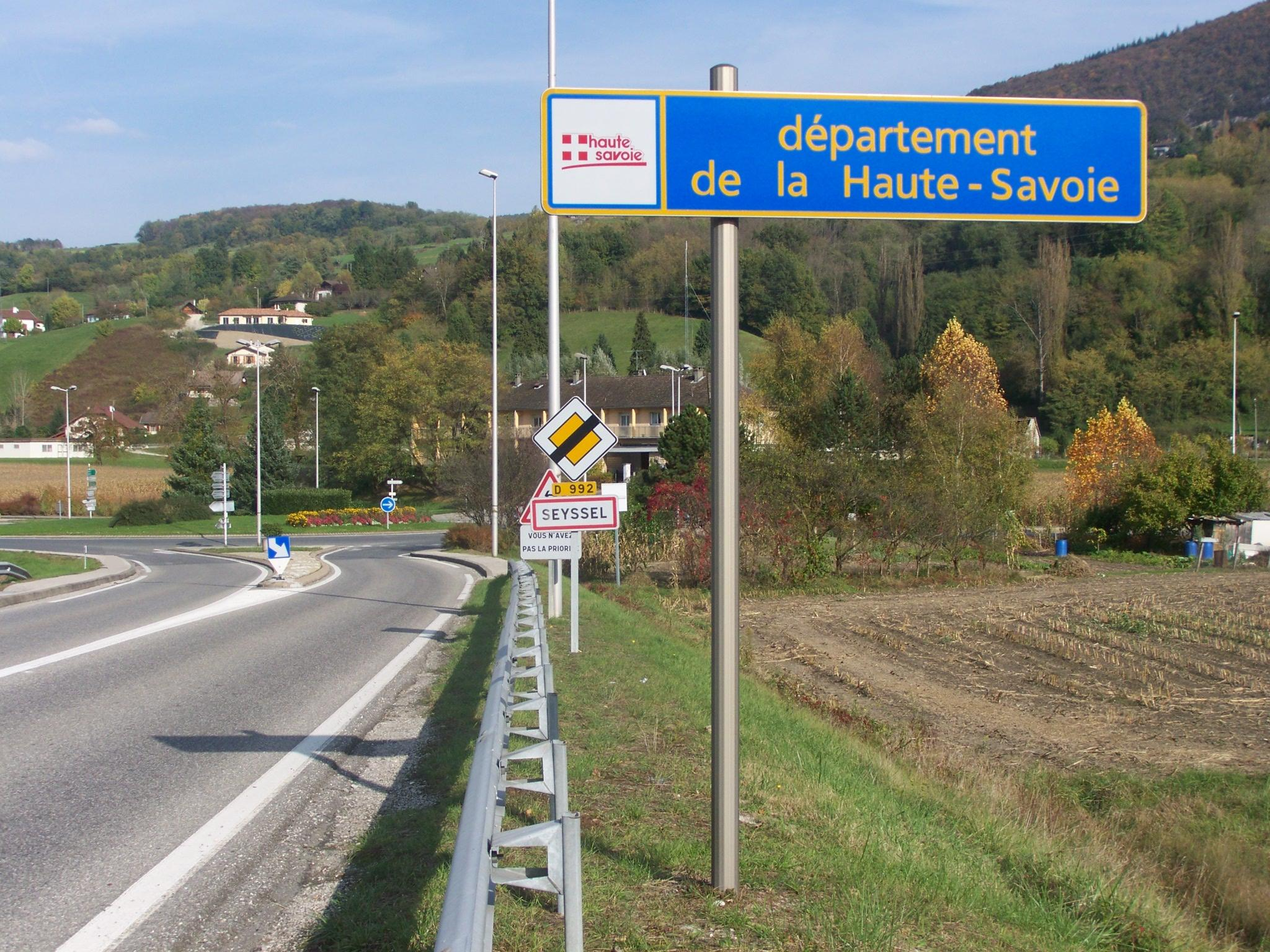
Entrée Seyssel et Haute-Savoie en arrivant du côté Ain de la commune après avoir traversé le Rhône.

- François Bonivard, (natif, 1496-1570), historien et patriote suisse.
- Philippe de la Salle (natif, 1723-1804), dessinateur-ornemaniste.
- Jean-Pierre David (natif, 1717-1784), chirurgien et médecin.
- Claude Châtelain (1922-2014), prêtre et écrivain.
- Christian Monteil (1946), maire de Seyssel (1989-2008), président du conseil départemental de la Haute-Savoie depuis 2008.

## Industrie
Au XIXe siècle, Seyssel était connu pour sa production d'asphalte, matériau qui a connu une grande célébrité.